# Shahrestān di Pardis
Lo shahrestān di Pardis (farsi شهرستانِ پردیس) è uno dei 16 shahrestān della provincia di Teheran, il capoluogo è Pardis ed è suddiviso in 2 circoscrizioni (bakhsh): 
- Bumehen, con le città di Pardis e Bumahen
- Jajrud, con la città di Chahardangeh.